# Гуггенхайм, Саймон
Джон Саймон Гуггенхайм (30 декабря 1867, Филадельфия, Пенсильвания — 2 ноября 1941, Нью-Йорк, Нью-Йорк) — американский бизнесмен, политик и филантроп.

## Биография

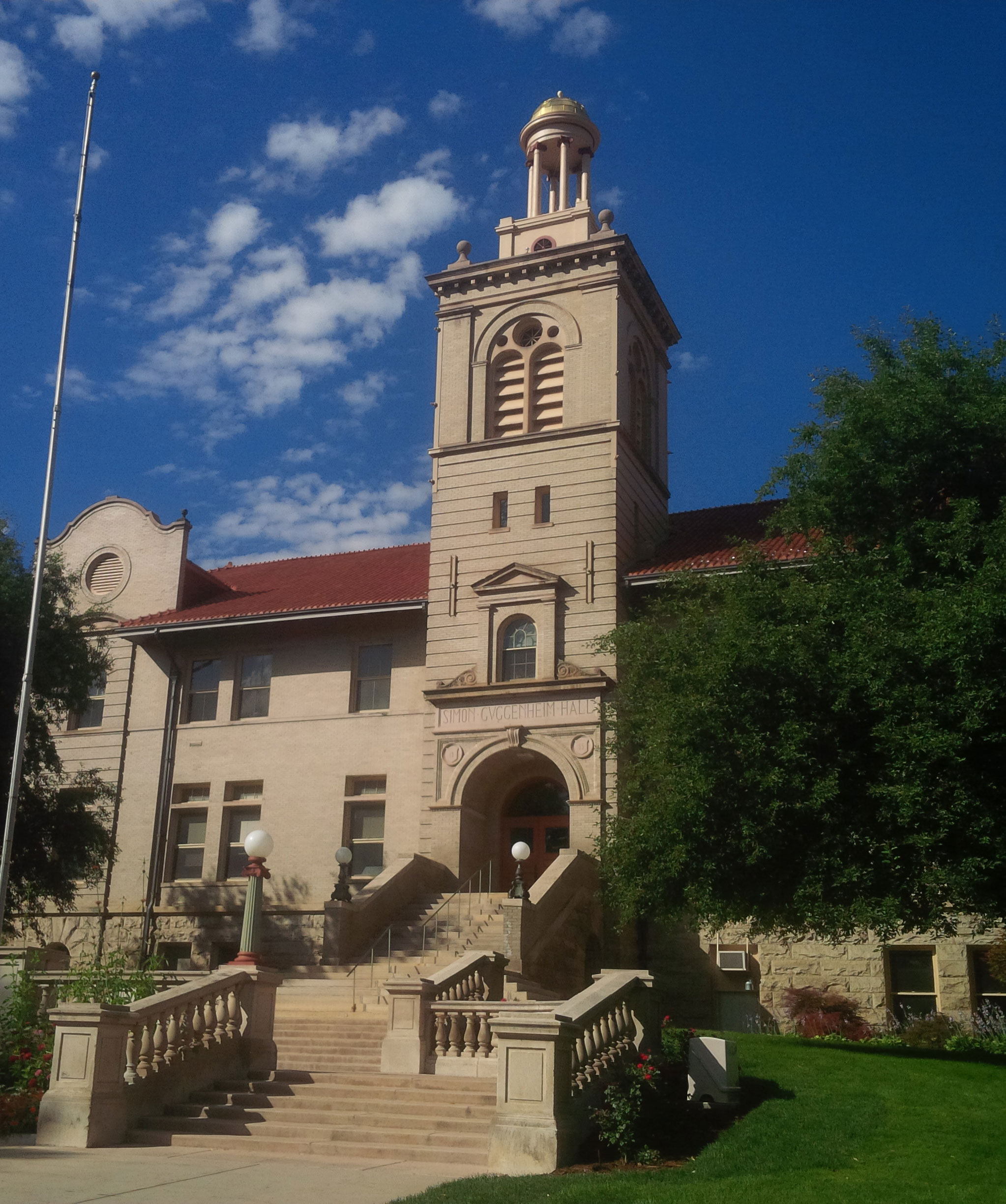
Зал Саймона Гуггенхайма, Колорадская горная школа, Голден, Колорадо

Саймон Гуггенхайм был сыном Мейера Гуггенхайма и Барбары Гуггенхайм, а также был младшим братом Даниэля Гуггенхайма и Соломона Гуггенхайма.
Он посещал Центральную среднюю школу и Школу делового администрирования имени Пирса, а затем поселился в Пуэбло, штат Колорадо, где работал главным покупателем руды на операции по добыче и плавке своего отца.
В 1892 году переехал в Денвер и 24 ноября 1898 года женился на Ольге Хирш, свадьба прошла в культовом отеле «Waldorf Astoria New York» на Манхэттене. Чтобы отпраздновать свой брак, Гуггенхаймы устроили ужин на День Благодарения для 5000 бедных детей Манхэттена.
Саймон и Ольга обосновались в Денвере и отпраздновали рождение своего первого ребёнка, Джона Гуггенхайма, в 1905 году. В ознаменование этого события Гуггенхайм сделал пожертвование в размере 80 000 долларов США (эквивалентно 2 200 000 долларов США в 2018 году) Горной школе Колорадо для строительства здания, названного Гуггенхайм-Холл. В то время это был крупнейший частный грант, когда-либо предоставленный государственному учреждению.
В 1907 году Ольга родила второго сына, Джорджа Гуггенхайма. В 1909 году Гуггенхайм подарил здание для юридического факультета Университету Колорадо.
В 1907 году Гуггенхайм был избран сенатором-республиканцем от Колорадо. В течение своего пребывания сенатором, с 1907 по 1913 год, он занимал пост председателя Комитета по созданию Университета Соединённых Штатов и Комитета по Филиппинам.
В 1912 году его старший брат, Бенджамин Гуггенхайм, погиб в результате катастрофы «Титаника».
После того, как его срок быть сенатором истёк, Гуггенхайм переехал в Нью-Йорк. Вошёл в совет директоров американской металлургической и нефтеперерабатывающей компании, а затем стал председателем совета директоров. С 1919 по 1941 год он был президентом этой компании.
В 1922 году сын Гуггенхайма, Джон, умер от мастоидита как раз перед тем, как поступить в колледж. В память о нём в 1925 году супруги Гуггенхайм основали Мемориальный фонд Джона Саймона Гуггенхайма.
В 1939 году второй сын Гуггенхайма, Джордж, в возрасте 32 лет покончил жизнь самоубийством в отеле Манхэттена.
Саймон Гуггенхайм умер в 1941 году и был похоронен на кладбище Вудлон в Бронксе, Нью-Йорк.